# Aša (město)
Aša (rusky Аша́) je město v Čeljabinské oblasti Ruské federace. Při sčítání lidu v roce 2010 mělo bezmála dvaatřicet tisíc obyvatel.

## Poloha
Aša leží na západním okraji Jižního Uralu u západní hranice Čeljabinské oblasti nedaleko hranice s Baškortostánem a poblíž ústí řeky Aši do Simu.
Od Čeljabinsku, správního střediska oblasti, je Aša vzdálena přibližně 380 kilometrů na západ.

### Doprava
V Aše je stanice na železniční trati z Ufy do Čeljabinsku.
Pár kilometrů jižně od města prochází dálnice M5.

## Dějiny
Aša vznikla v roce 1898 s výstavbou železáren u již existující železniční stanice stejného jména.
Městem se Aša stala 20. června 1933.
V roce 1989 došlo přibližně deset kilometrů od Aši k velkému železničnímu neštěstí, kdy při výbuchu zahynuly stovky lidí.